# Nicolau Mir
Nicolau Mir Rosselló (Palma de Mallorca, 10 de mayo de 2000) es un deportista español que compite en gimnasia artística. Es primo segundo del futbolista Rafa Mir.
Participó en dos Juegos Olímpicos de Verano, en Tokio 2020 ocupó el decimosegundo lugar en la prueba por equipo y el 48.º en el concurso individual, y en París 2024 fue decimosegundo por equipo y 44.º en el concurso individual.
Estudió Fisioterapia en la Universidad de las Islas Baleares.